# Église Saint-Étienne de Domessargues
Pour les articles homonymes, voir Église Saint-Étienne.
L'église Saint-Étienne de Domessargues est une église située à Domessargues, dans le département français du Gard en région Occitanie.

## Localisation
L'église est située sur la commune de Domessargues.

## Historique
L'église est inscrite au titre des monuments historiques par arrêté du 6 juillet 1971.
- Bien que la date de la construction primitive soit difficile à déterminer la chapelle de style roman dépouillé mais bâtie de pierres de bel appareil permet de dater sa construction au XIe siècle.
- Lors de la dernière campagne de restauration, les travaux ont permis de mettre au jour les fondements d'un sanctuaire de l'époque gallo-romaine édifié à l'emplacement d'un lieu de culte païen.
- Au XIIIe siècle, le prieuré est donné par le pape Clément IV aux bénédictines de l'abbaye de Saint-Sauveur-de-la-Font, à Nîmes.
- AU XVIe siècle, presque toute la population adopta la religion Réformée si bien que l'édifice servit au culte protestant.
- Peu avant la révocation de l’édit de Nantes, Louis XIV imposa le retour au culte catholique bien que la population resta protestante.
- À la Révolution le prieuré devint Bien National, avant d'être restitué aux catholiques en 1868. Trop peu nombreux ni assez fortunés, ils la laissèrent à l'abandon jusqu'à ce que l'édifice menaça ruine, tant et si bien que en 1927 les fidèles assistèrent à la dernière messe à l'extérieur.
- En 1965, une sœur bénédictine constatant que le village ne possédait ni église ni temple s'en vint trouver le maire protestant. En signe de réconciliation fut fondé un comité de sauvegarde de l'église qui mobilisa toutes les bonnes volontés si bien que les autorités ecclésiastiques décidèrent que l'église restaurée serait désormais une chapelle œcuménique.